# Llista d'arbres de Barcelona
Als carrers de Barcelona hi havia plantats 155.541 arbres el 2004, de 128 espècies. D'aquests arbres, 54.354 eren plàtans, i 17.375 lledoners; cap altra espècie no passava dels 10.000 exemplars. Els districtes amb més arbres d'alineació (o sigui, arbres plantats al llarg d'un carrer) eren els de Sant Martí (31.835 arbres) i l'Eixample (22.553) i els que menys els de Gràcia (7.058) i Ciutat Vella (6.762), principalment a causa de l'estretor de les voreres.

## Llista d'espècies present a l'arbrat d'aliniació de Barcelona

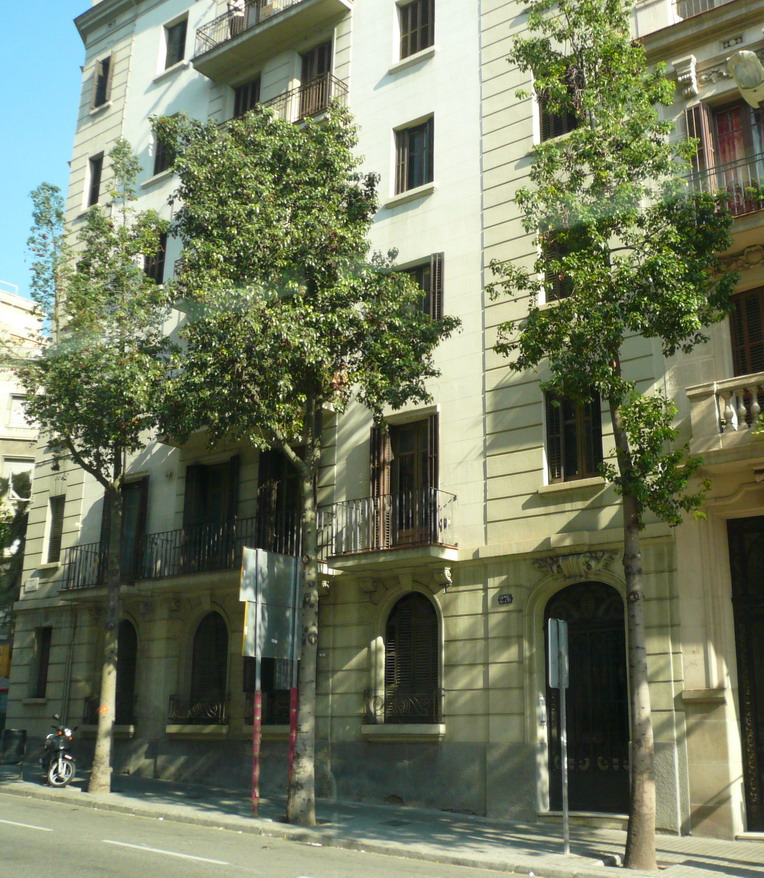
Braquiquítons (Brachychyton populneum) al carrer de Balmes

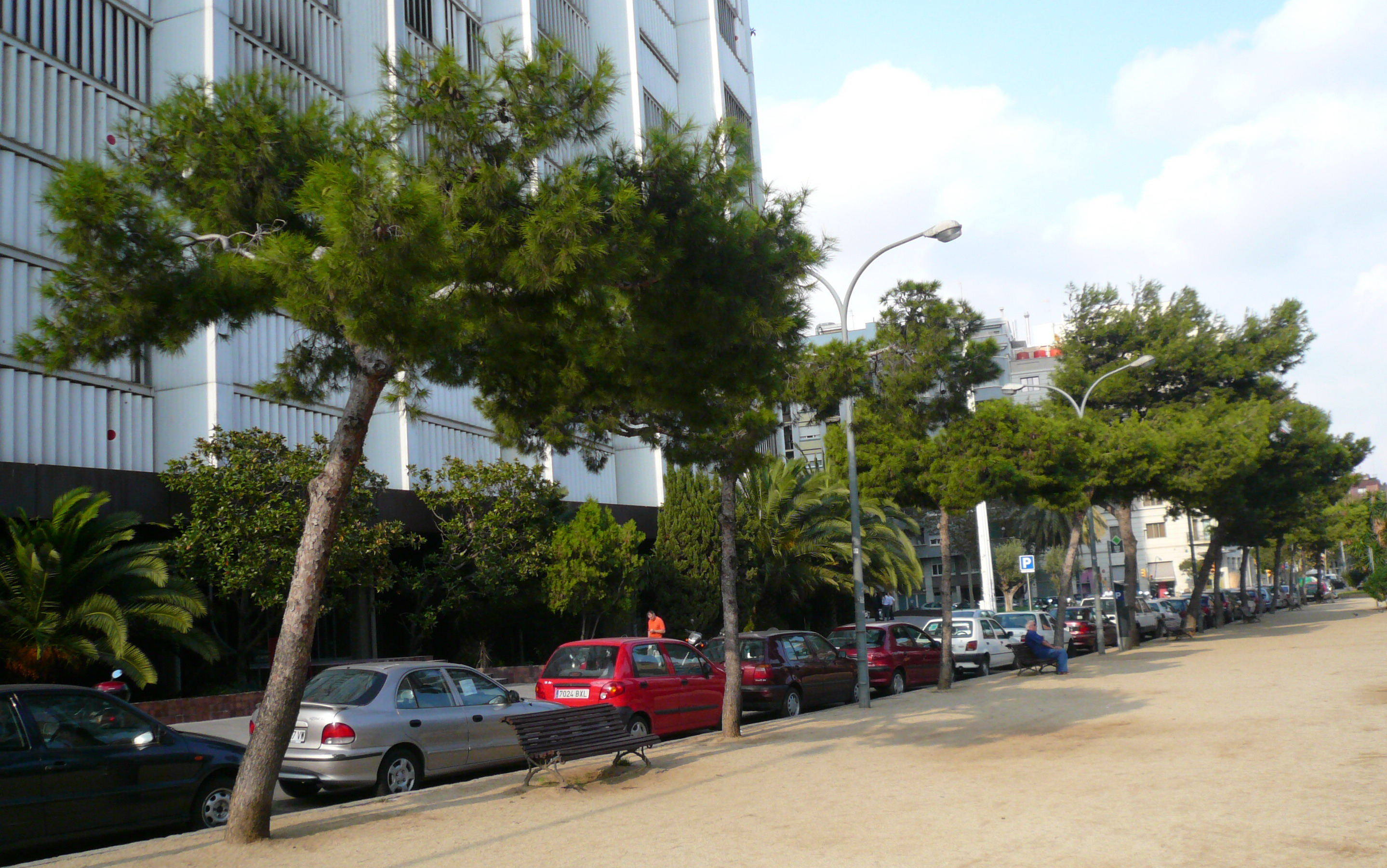
Pins blancs (Pinus halepensis) a l'avinguda de Roma

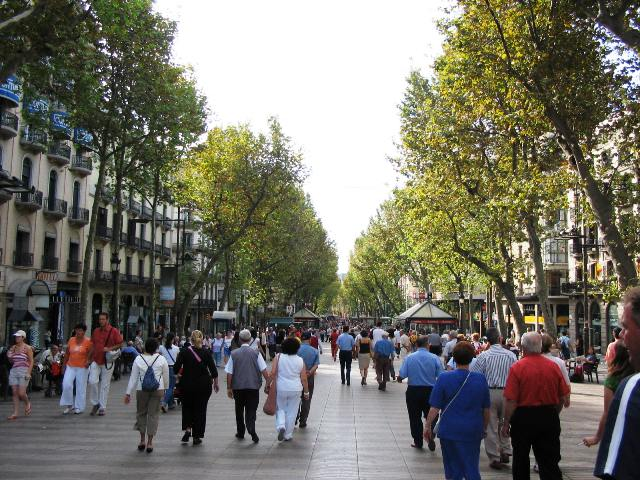
Plàtans (Platanus x hispanica) de la Rambla

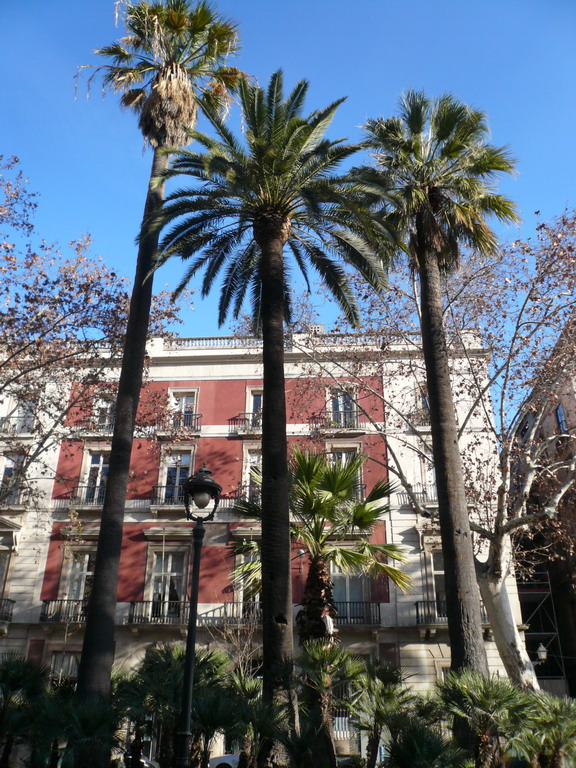
Palmeres a la plaça del Duc de Medinacel·li: Les dues més altes dels costats són washingtònies (Washingtonia filifera), l'alta del mig és una palmera datilera (Phoenix dactylifera) (fixeu-vos en la fulla pinnada i no palmada) i les més baixes són palmeres excelses (Trachycarpus fortunei)

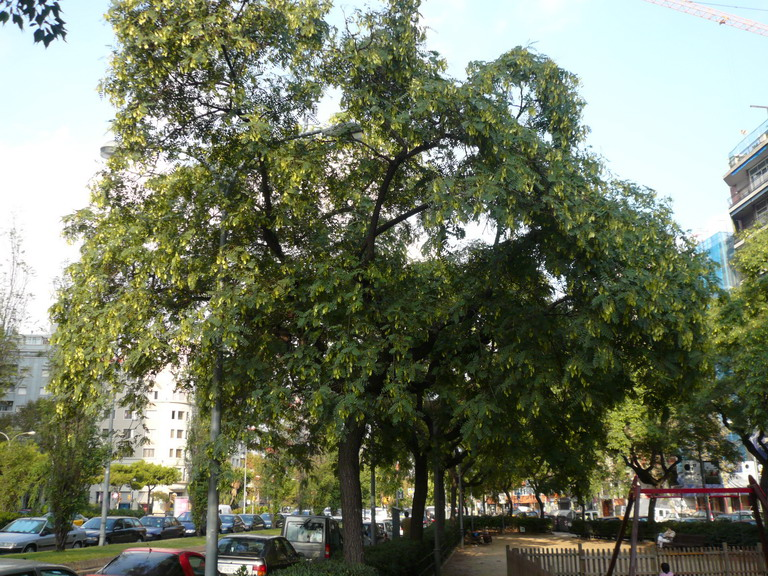
Tipuanes (Tipuana tipu) a l'avinguda de Roma, actualment desaparegudes. Aspecte tardoral, amb els fruits verds. A la primavera els arbres estarien plens de flors grogues.

- Acacia retinoides[2] - Mimosa de tot temps
- Acacia saligna[1] - Acàcia de fulla blavenca[3]
- Acer freemanii[4]
- Acer monspessulanum[1] - Auró negre
- Acer negundo[2] - Negundo
- Acer saccharinum[1] - Auró argentat
- Aesculus hippocastanum[2] - Castanyer d'Índia
- Ailanthus altissima[2] - Ailant
- Albizia julibrissin[1][2] - Acàcia de Constantinoble[1] / acàcia taperera[1]
- Bauhinia candicans[2] - Bauhínia
- Brachychiton acerifolius[4]
- Brachychyton populneus[1][2] - Braquiquíton
- Broussonetia papyrifera[2] - Morera de paper
- Casuarina equisetifolia[2] - Casuarina
- Catalpa bignonioides[1][2] - Catalpa
- Cedrus deodara[2] - Cedre de l'Himàlaia
- Cedrus libani[5] - Cedre del Líban
- Celtis australis[2] - Lledoner
- Ceratonia siliqua[1][2] - Garrofer
- Cercis siliquastrum[1][2] - Arbre de l'amor, arbre de Judea
- Chamaerops humilis[2] - Margalló
- Chorisia speciosa[5][6] - Arbre de la llana
- Citrus aurantium[1][2] - Taronger agre
- Cupressus macrocarpa[2] - Xiprer de Lambert
- Cupressus sempervirens[2] - Xiprer
- Elaeagnus angustifolia[2] - Arbre del paradís
- Erythrina crista-galli[2] - Eritrina
- Eucalyptus globulus[2] / Eucalyptus sp.[1] - Eucaliptus
- Ficus retusa[1] - Ficus de l'Índia
- Firmiana simplex[2] - Firmiana
- Fraxinus excelsior[2] - Freixe de fulla gran
- Ginkgo biloba[1][2] - Ginkgo
- Gleditsia triacanthos[2] - Acàcia de tres punxes
- Grevillea robusta[1][2] - Grevillea
- Handroanthus chrysanthus[4] - Ipé
- Hibiscus syriacus[1] - Hibiscus
- Jacaranda acutifolia[2] / Jacaranda mimosifolia[1] - Xicranda
- Koelreuteria paniculata[1][2] - Sapindal
- Lagerstroemia indica[2] - Arbre de Júpiter
- Laurus nobilis[2] - Llorer
- Ligustrum japonicum[2] / Ligustrum lucidum[1] - Troana
- Magnolia grandiflora[1][2] - Magnòlia
- Melia azederach[1][2] - Mèlia
- Morus alba[2] var. fruitles[1] - Morera blanca
- Nerium oleander[1] - Baladre
- Olea europaea[2] - Olivera
- Parkinsonia aculeata[2] - Parquinsònia
- Paulownia tomentosa[2] - Paulònia
- Phoenix canariensis[1][2] - Palmera de Canàries
- Phoenix dactylifera[1][2] - Palmera de dàtils
- Phytolacca dioica[2] - Bellaombra
- Pinus halepensis[2] - Pi blanc
- Pinus pinea[1][2] - Pi pinyer
- Platanus acerifolia[2] / Platanus x hispanica[1] - Plàtan d'ombra
- Podocarpus neriifolius[2] - Podocarp
- Populus alba[2] var. pyramidalis[1] - Àlber
- Populus x canadensis[2] - Pollancre del Canadà
- Populus nigra var. italica[1] - Pollancre
- Populus simonii[1] - Pollancre perera
- Prunus cerasifera (Prunus pissardii)[2][1][5] - Pissardi[2] o prunera vermella[1][5]
- Prunus serrulata[1] - Cirerer del Japó
- Pyrus communis[1] - Perera
- Pyrus calleryana[7] - Perera de Callery
- Quercus ilex[2] - Alzina
- Quercus pubescens[2] - Roure martinenc
- Quercus robur - Roure pènol
- Quercus suber[5] - Surera
- Robinia pseudoacacia[1][2] vars. pyramidalis, bessoniana i frisia[1]- Robínia
- Salix babylonica[2] - Desmai
- Schinus molle[2] - Pebrer bord
- Sophora japonica[1][2] - Sòfora, acàcia del Japó
- Tamarix gallica[1] - Tamariu
- Taxus baccata[2] - Teix
- Thuja orientalis[2] - Tuia
- Tilia x europaea[2] - Til·ler
- Tilia x euchlora[1] - Til·ler
- Tipuana tipu[1][2] - Tipuana[1] o acàcia de flor groga[1]
- Trachycarpus fortunei[1] - Palmera excelsa
- Ulmus pumila[1] var. arborea[2] - Om de Sibèria
- Washingtonia filifera[1][2] - Washingtònia
- Washingtonia robusta[1] - Washingtònia